# Haima Family
Haima Family — компактный автомобиль, выпускающийся китайской компанией Haima с 2003 года.

## Haima Family (2003—2007)
Первое поколение Haima Family являлось ребеджингом восьмого поколения Mazda 323 с полностью переработанными передней и задней частями. Автомобиль продавался в Китае компанией Haima Automobile.

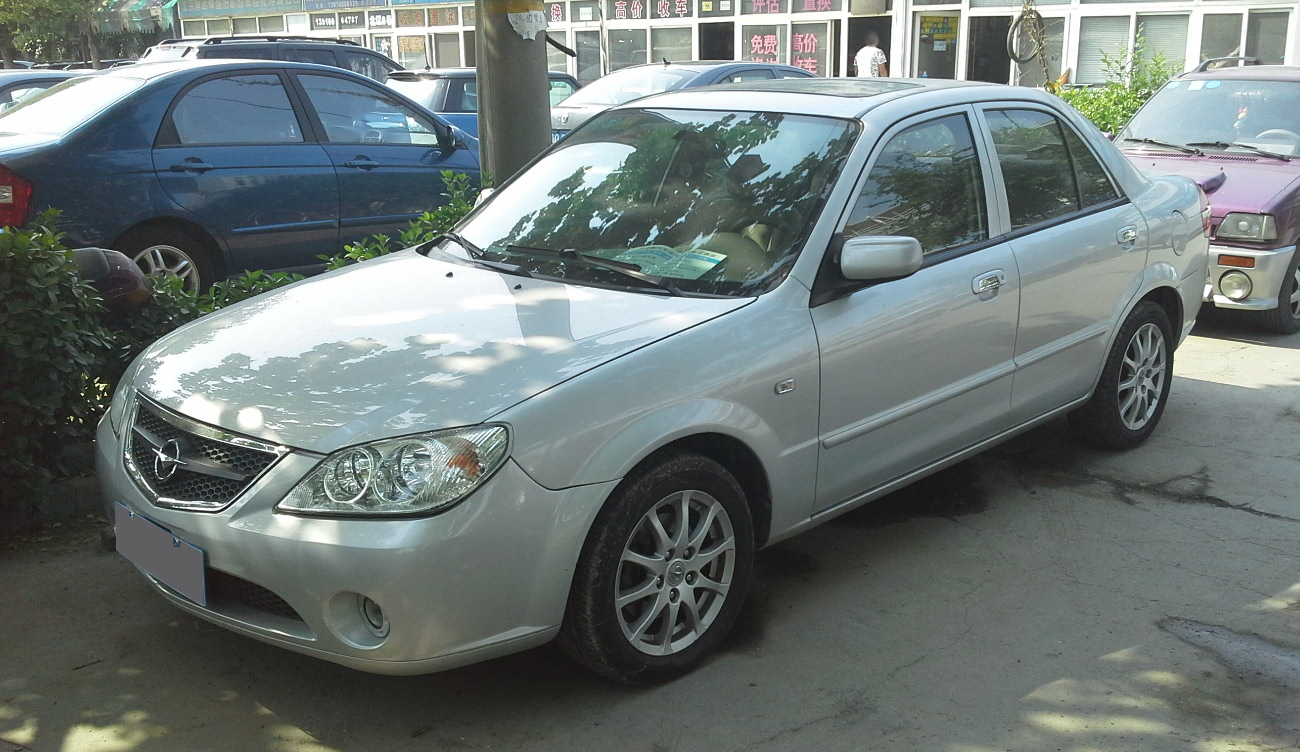
Вид спереди
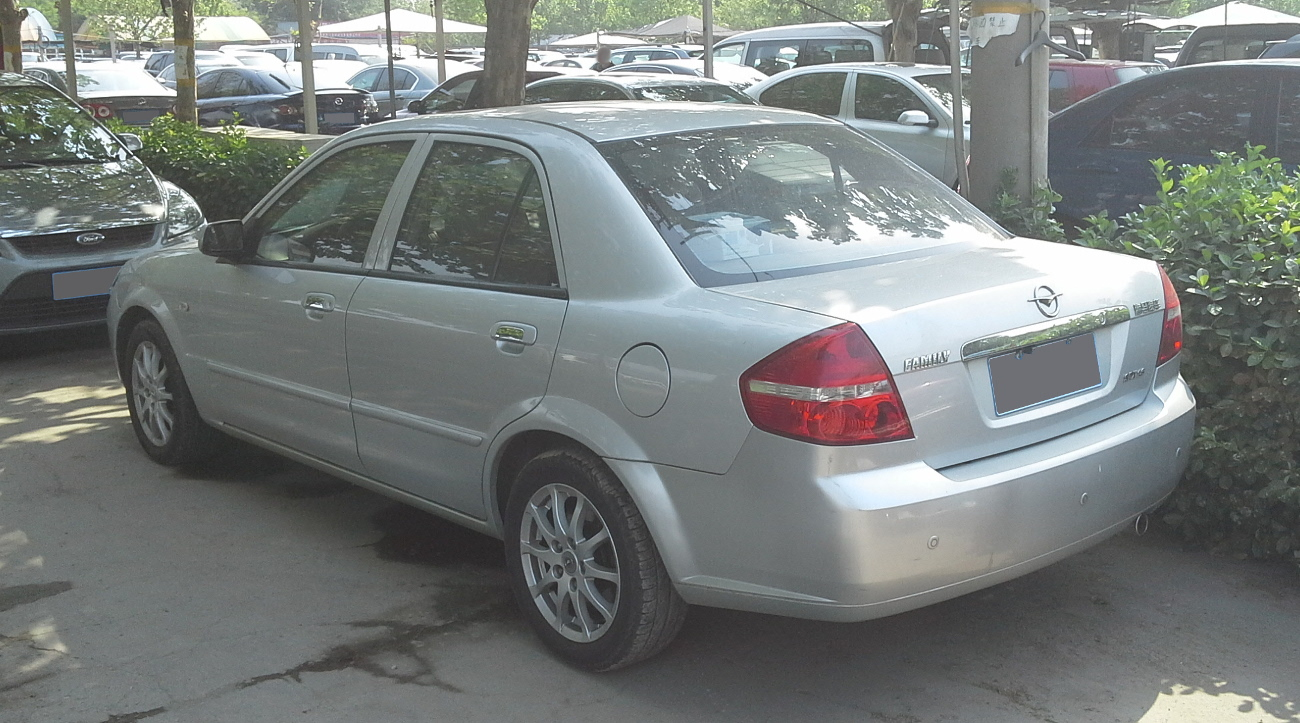
Вид сзади

### Haima Happin
Haima Happin (海福星, Haifuxing) также являлся ребеджингом Mazda 323, однако позже автомобиль был подвергнут рестайлингу. Изменения коснулись бамперов и светотехники. Ценовой диапазон варьировался от 59800 до 66800 юаней.

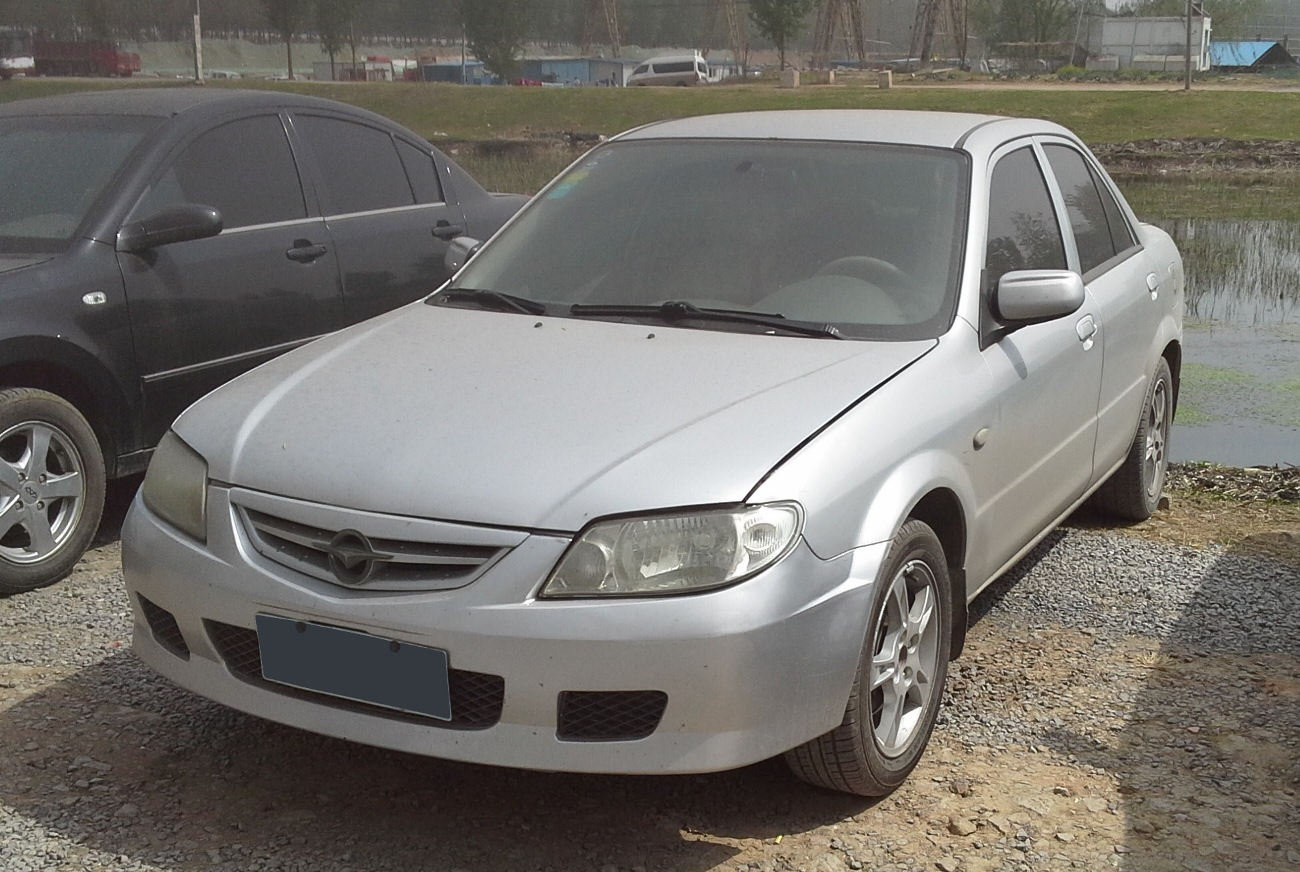
Первоначальный вид
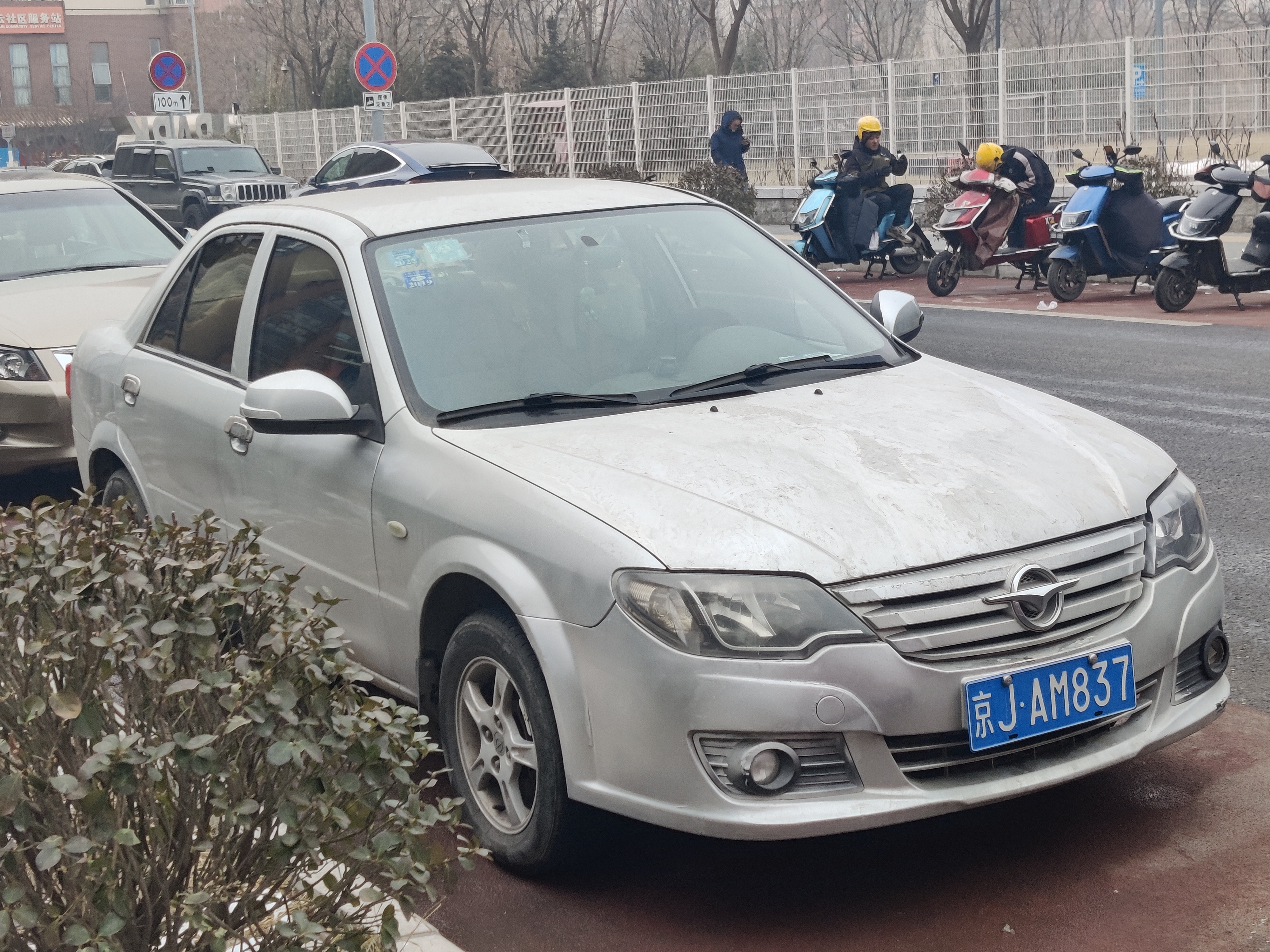
Фейслифтинг
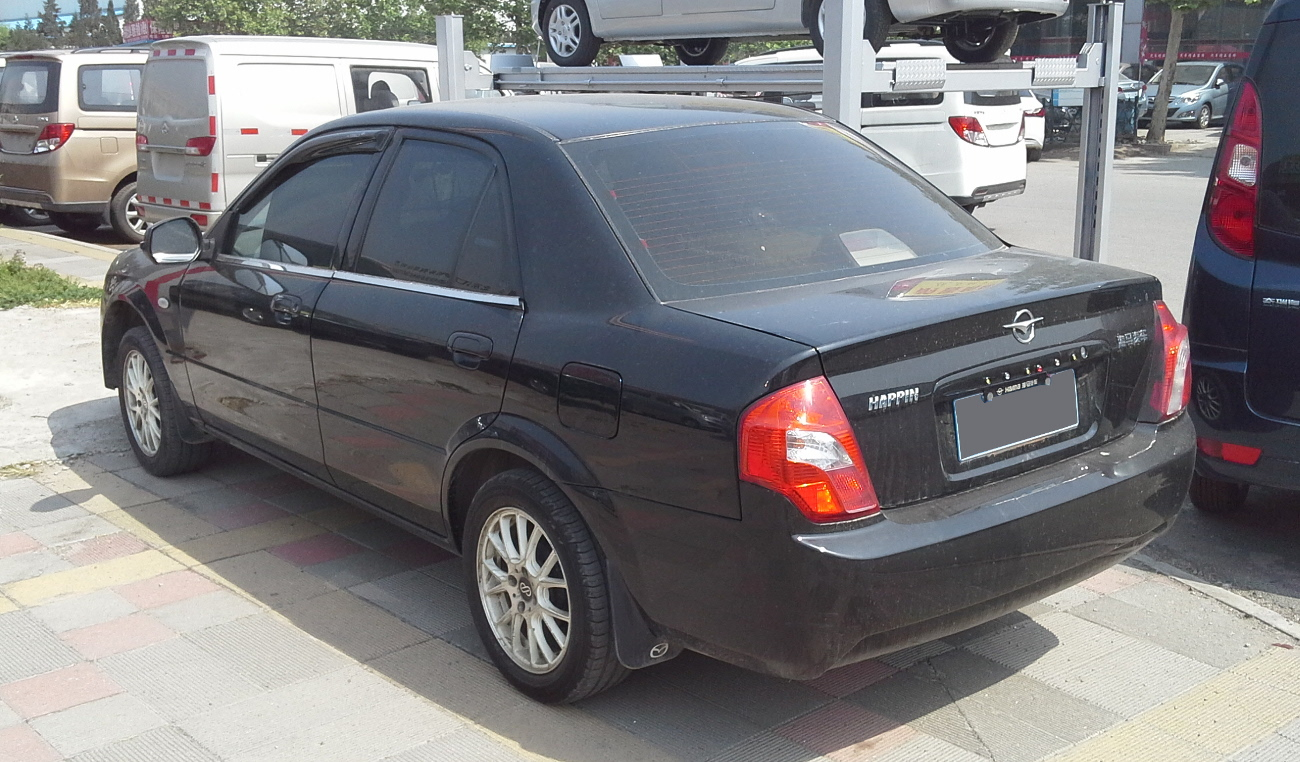
Вид сзади

## Haima Family II (2007—2013)
Второе поколение Haima Family называлось Haima 3 и базировалось на той же платформе, что и девятое поколение Mazda 323. В 2011 году, после фейслифитинга, автомобиль был переименован в Haima Family, а ценовой диапазон стал варьироваться от 76800 до 98800 юаней.

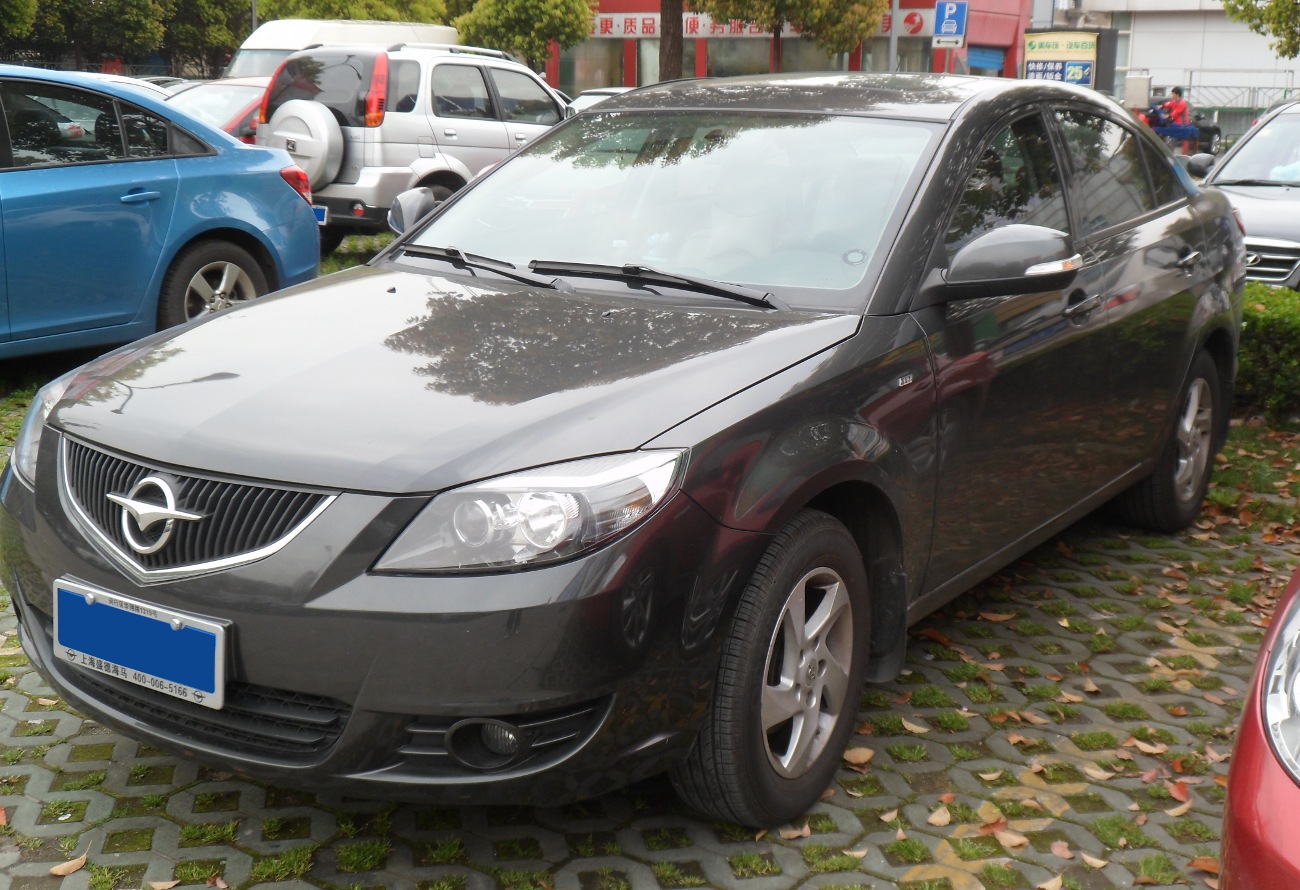
Haima Family II
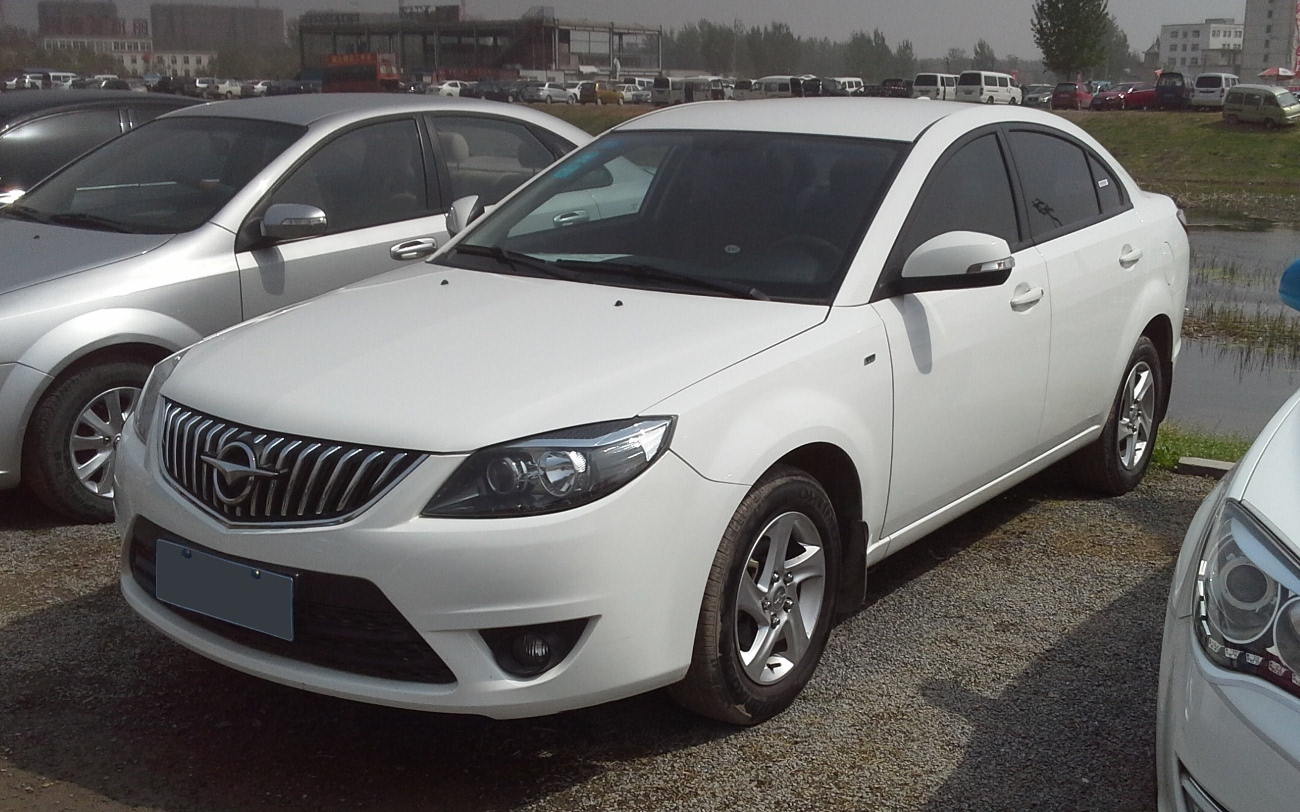
Haima Family
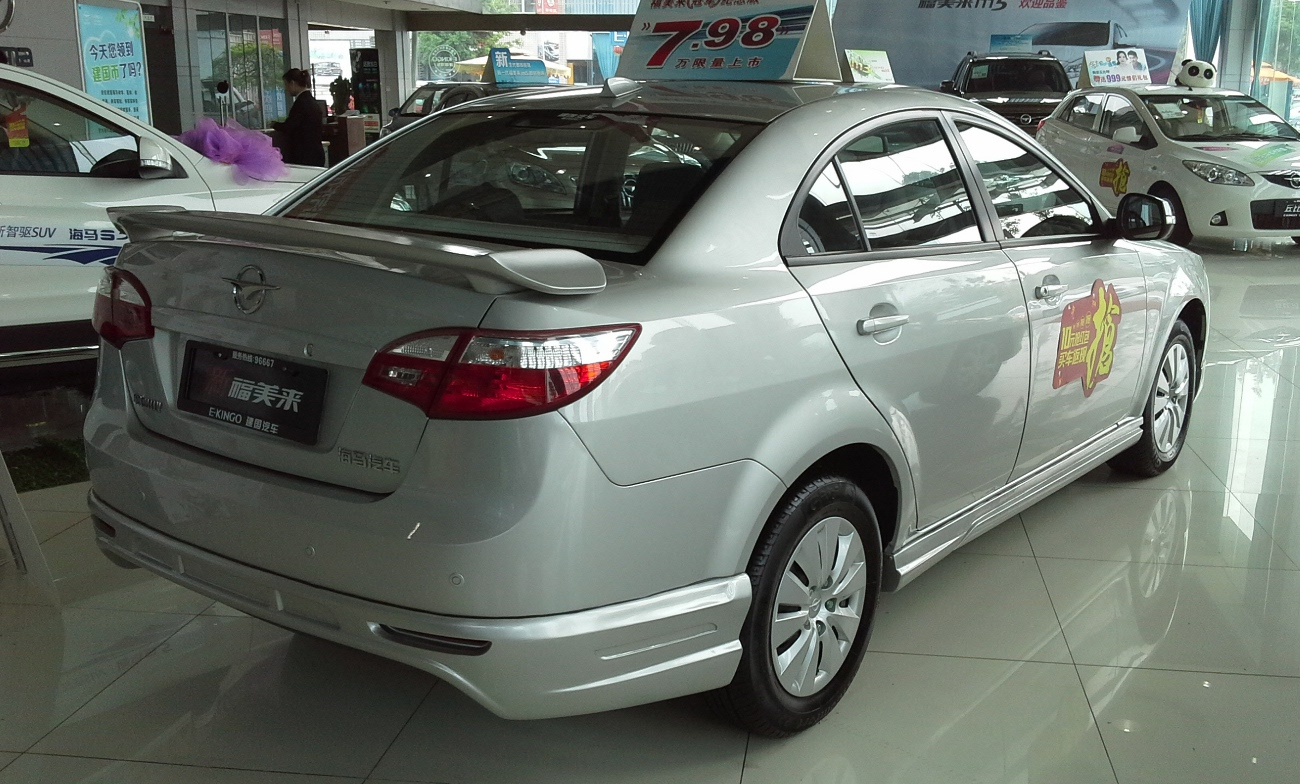
Haima Family II
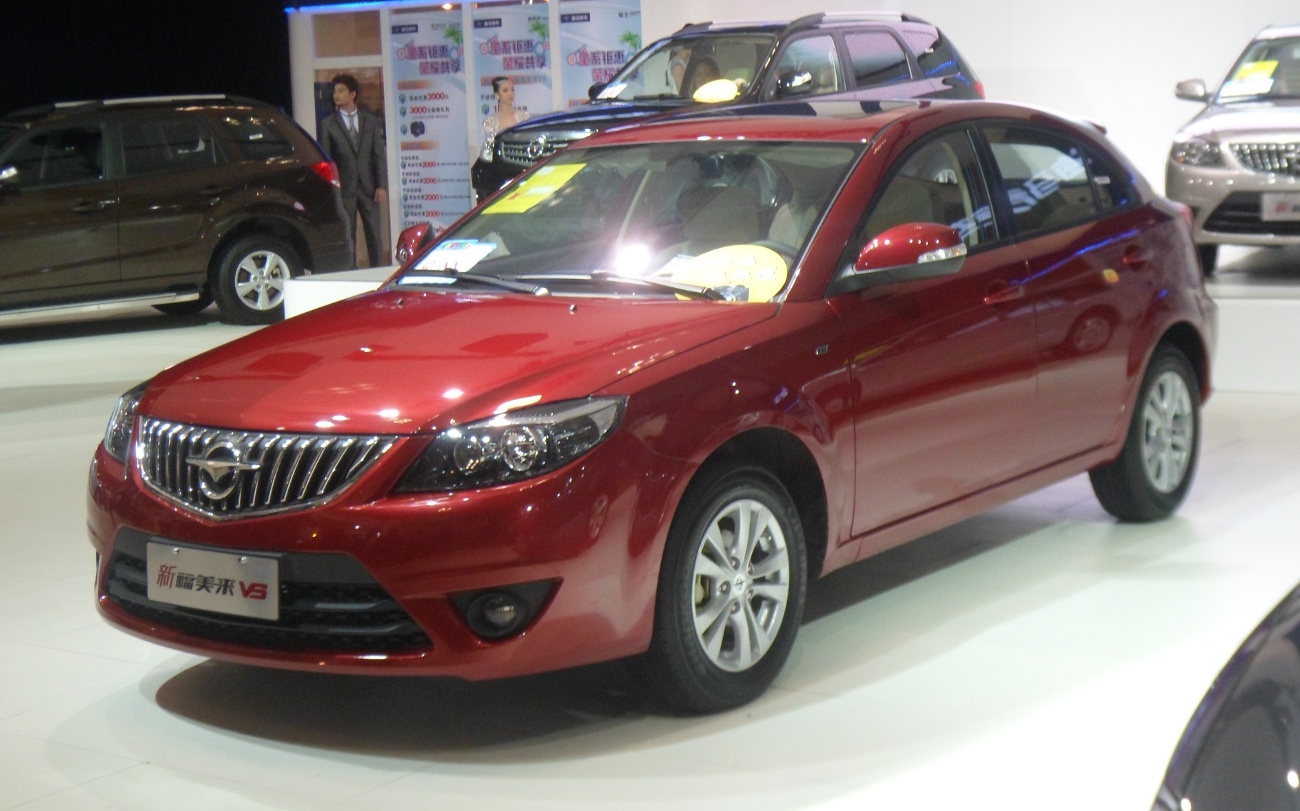
Haima Family

## Haima Family III (2013 — настоящее время)
Третье поколение Haima Family выпускалось в кузове седан. Оригинальное название — Haima Family или Haima Familia (福美来). После фейслифтинга в 2014 году модель была переименована в Haima Family.

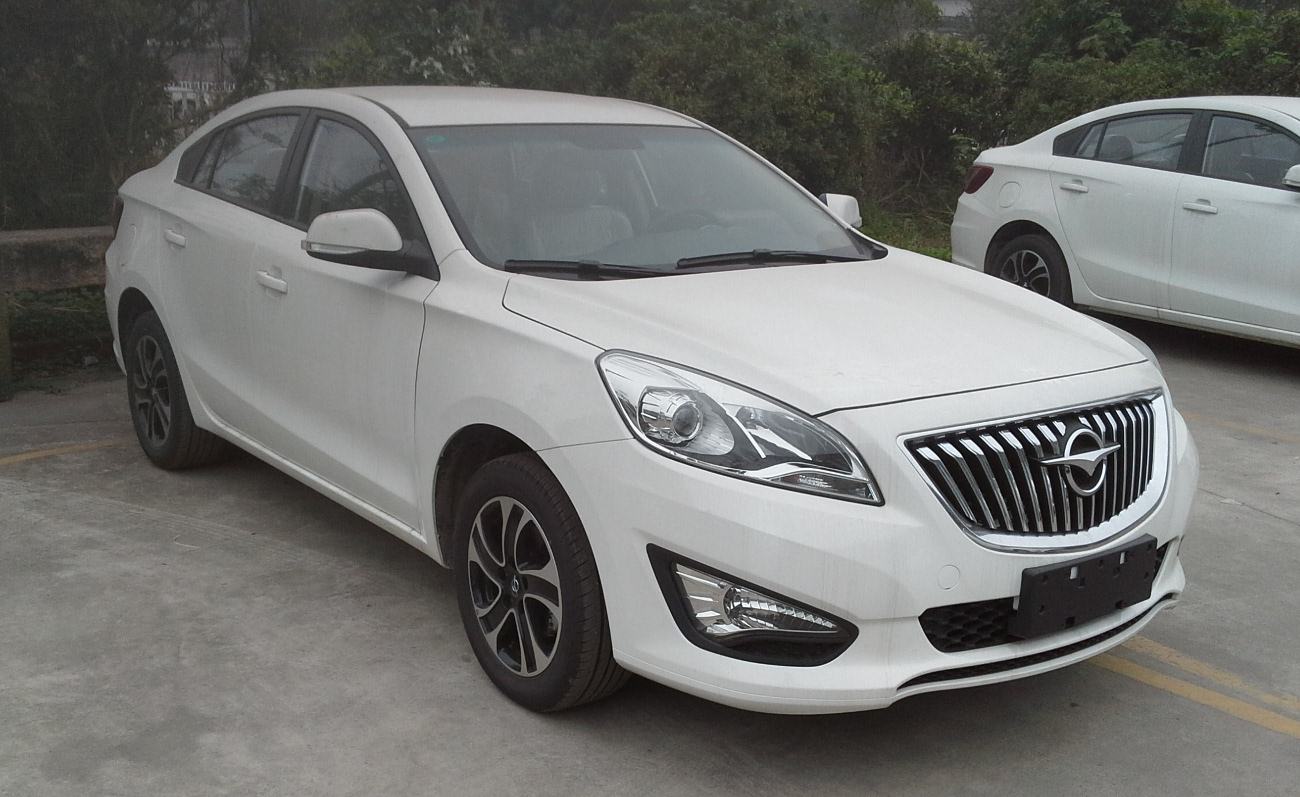
Вид спереди
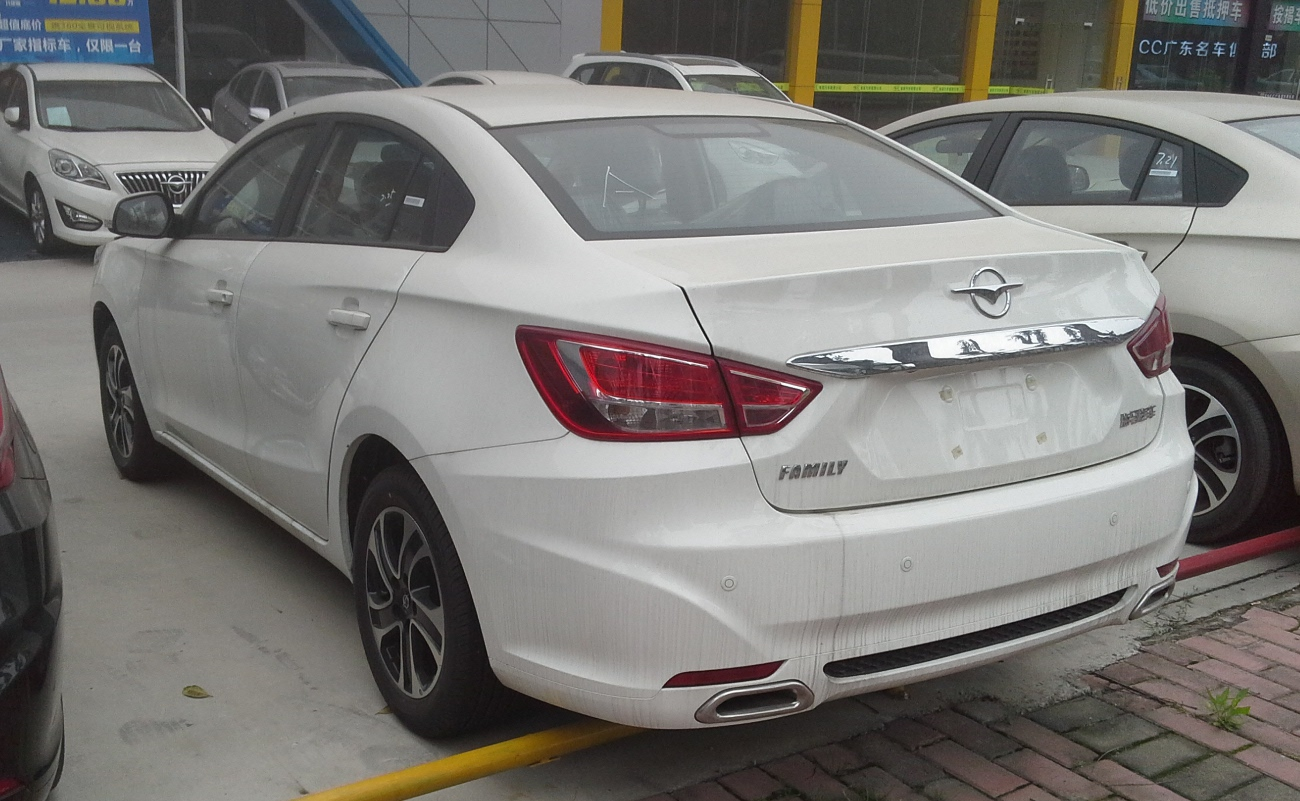
Вид сзади